# Alexander Baumann (Flugzeugkonstrukteur)

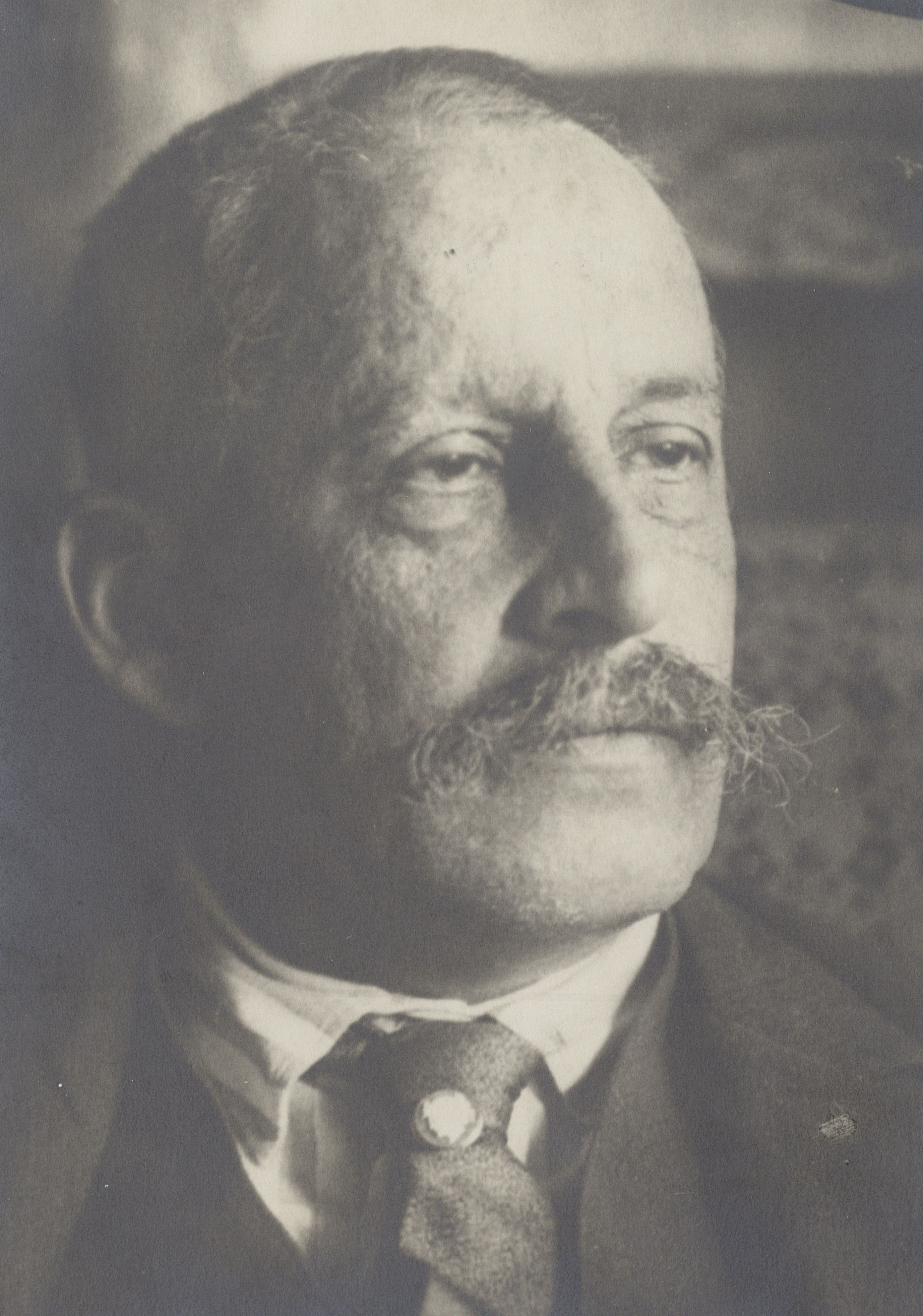
Alexander Baumann

Alexander Baumann (* 15. Mai 1875 in Heilbronn; † 23. März 1928 in Stuttgart) war ein deutscher Maschinenbauingenieur, Flugzeugkonstrukteur und Hochschullehrer. Baumann war der erste Ingenieurwissenschaftler, der eine Professur für Luftschifffahrt, Flugtechnik und Kraftfahrwesen im Deutschen Reich innehatte. Er konstruierte im Ersten Weltkrieg die sogenannten Zeppelin-Staaken-Riesenflugzeuge und war Mitte der 1920er-Jahre in Japan als Konstrukteur für Mitsubishi tätig. 

## Leben
Baumann wurde als Sohn eines Heilbronner Ölfabrikanten geboren. Nach der Liquidation der Baumann’schen Ölmühle 1885 zog die Familie nach Halle an der Saale, wo der Vater eine Maschinenfabrik und Eisengießerei leitete. Nach dem frühen Tod des Vaters 1893 kehrte die Mutter mit drei Kindern nach Stuttgart zurück, wo Alexander und sein jüngerer Bruder Richard an der Technischen Hochschule Stuttgart bei Carl von Bach Maschinenbau studierten. Noch durch Kontakte des verstorbenen Vaters erhielt Alexander ein Stipendium der Halle’schen Maschinenfabrik. Während des Studiums meldete Alexander Baumann ein erstes Patent an. 1899 schloss er sein Studium mit dem ersten Staatsexamen ab und begann mit dem Vorbereitungsdienst als Regierungsbauführer (Referendar). Er arbeitete zunächst bei verschiedenen Unternehmen, darunter bei der Sächsischen Maschinenfabrik in Chemnitz und bei Siemens & Halske in (Berlin-)Charlottenburg, bevor er 1902 Dozent an der Ingenieurschule Zwickau wurde. Dort gründete er auch das Konstruktionsbüro Zwickau, Seyboth, Baumann & Co., in dem Konstruktionen für Waschmaschinen, einen Staubsauger, Laufkranbrücken und verschiedene Turbinen entstanden. Noch in Zwickau heiratete er Gertrud geborene Vorweg, der Ehe entstammten vier Kinder.
Ein Zeitungsartikel im Zwickauer Lokalanzeiger von 1907, in dem über Flugversuche der Brüder Wright berichtet wurde, weckte sein Interesse an der Beschäftigung mit Flugapparaten. Mehr als die praktische Ausführung von Flugversuchen interessierte ihn dabei der theoretisch-mathematische Hintergrund, zum Beispiel der Luftwiderstand nichttragender Flächen oder die Berechnung des Wirkungsgrads von Luftschrauben und weitere Antriebsdetails. Bereits 1907 bekundete er Planungen für ein Flugzeug, das lediglich von zwei Fahrradmotoren angetrieben werden sollte. 1908 wurde er an die Physikalisch-Technische Reichsanstalt nach Berlin berufen, wo er unter anderem einen Vortrag über „Gleitversuche und Grundlagen für ihre Berechnung“ hielt. 1911 erhielt er eine Professur für Luftschifffahrt, Flugtechnik und Kraftfahrwesen an der Technischen Hochschule Stuttgart.
Mit Unterstützung durch den Zwickauer Unternehmer Ernst Emil Freytag baute er 1912–1913 den Baumann’schen Doppeldecker. Abweichend von seinen Planungen wurden an dem Flugzeug konstruktive Änderungen vorgenommen, so dass ein Testflug mit dem Absturz und dem Tod des Testpiloten endete. Das Flugzeug wurde daher auch unverdientermaßen als Professorenflugzeug verspottet, das in der Theorie funktioniert, aber nicht in der Praxis. Erstmals verwendete Baumann bei diesem Flugzeug ein selbstaufblasendes Flügelprofil, ähnlich dem heutiger Gleitschirme.
1913 veröffentlichte er mit Mechanische Grundlagen des Flugzeugbaues ein für rund ein Jahrzehnt gültiges Standardwerk.

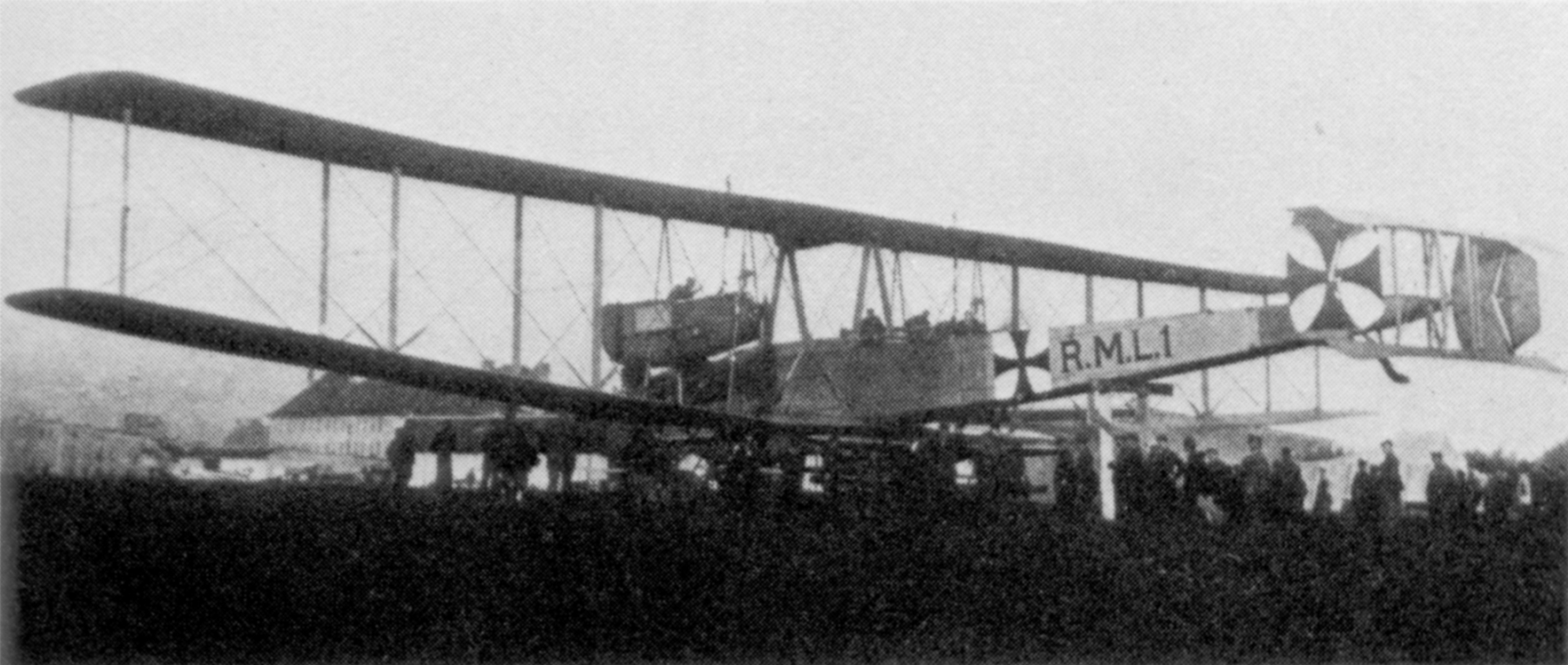
V.G.O.I 1915

Nach dem Ausbruch des Ersten Weltkriegs konstruierte Baumann im Auftrag von Graf Ferdinand von Zeppelin, Robert Bosch und Albert Hirth funktionstüchtige „Riesenflugzeuge“ mit drei Maybach-Motoren und einer Spannweite von 42 Metern. Der Bau der ersten Flugzeuge erfolgte beim Versuchsbau Gotha Ost (V.G.O.). Bis zum Kriegsende wurden 34 dieser Flugzeuge in Serie gebaut, darunter 18 Exemplare der Zeppelin-Staaken R VI. Die in Gotha gegründete und später nach Berlin-Staaken umgesiedelte Flugzeugwerft beschäftigte im Jahr 1917 rund 2500 Personen.
Mit dem Ende des Ersten Weltkriegs kam der Flugzeugbau in Deutschland zum Erliegen. 1919 nahm Baumann wieder die Lehrtätigkeit in Stuttgart auf. 1925 wechselte er als Chefkonstrukteur zu Mitsubishi nach Japan. Dort entwarf er Jagdflugzeuge und leichte Bomber, darunter den Typ Mitsubishi 2MB2. Mitte 1927 kehrte seine Familie nach Stuttgart zurück. Er selbst folgte gegen Ende des Jahres, fand seine Frau jedoch an Leukämie erkrankt vor. Rund zwei Monate nach ihrem raschen Tod starb er selbst am 23. März 1928 an einer Nikotinvergiftung.
Im Heilbronner Stadtteil Neckargartach ist seit 1996 die Alexander-Baumann-Straße nach ihm benannt.